# Meditationes Vitae Christi
El Meditationes Vitae Christi, també conegut com el Meditationes de Vita Christi ("Meditacions en la Vida de Crist") és un popular i important text religiós del segle xiv.
Durant l'edat mitjana i fins al final del segle xix, va estar tradicionalment atribuït a Bonaventura de Bagnoregio. Una vegada es va identificar que no era seu sinó d'un autor desconegut, es va canviar l'autoria a pseudo-Bonaventura, en representació de l'atribució anterior.
La seva data precisa de creació també es desconeix i ha estat de debat recentment. Stallings-Taney adscrivia, l'any 1997, l'obra a Johannes de Caulibus. El 2009, Sarah McNamer va discrepar, si bé està d'acord que de Caulibus podria haver produït el text llatí i dos terços del contingut. Argumenta, tanmateix, que el nucli del Meditationes va ser creat a començaments del segle xiv a Itàlia i va ser escrit per una monja italiana – un nucli que ara sobreviu en un manuscrit italià. El 2010, Michelle Karnes és crític amb l'argument de McNamer i prefereix la idea tradicional que l'autor era probablement un franciscà, ja que l'obra està adreçada a una Clarissa Pobra.
Va ser clarament popular en l'edat mitjana, tal com s'evidencia per les més de dues-centes còpies que han sobreviscut d'aquest manuscrit, incloent-hi disset il·luminats. La popularitat de l'obra va anar en augment amb les primeres edicions impreses. Una edició veneciana de 1497 és l'únic llibre xilogràfic italià conegut.
Els detalls de l'obra evoquen moments de la influència de l'Evangeli en l'art, i va ser la font d'aspectes de la iconografia del cicle de frescos de la Vida de Crist en la capella dels Scrovegni de Giotto.